# Gottfried Beijer (arkitekt)

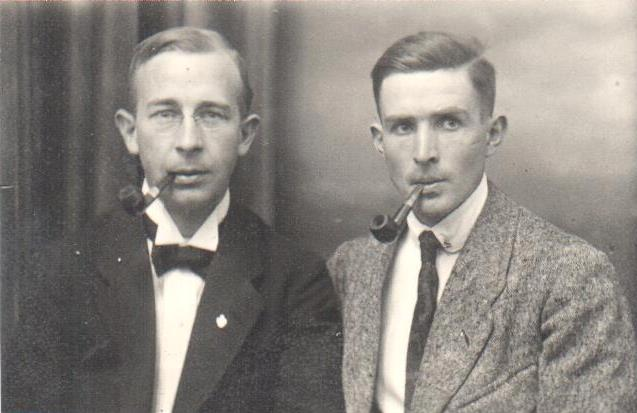
Gottfried Beijer und Erwin Friedrich Baumann in Darmstadt 1915

Gottfried Per Gunnar Beijer, född 25 november 1891 i Malmö, död 9 mars 1983 i Lomma, var en svensk arkitekt. 
Han var son till Per Hjalmar Beijer och Agnes Amalia Elisabet Hedman och från 1928 gift med Liv Berlin. Efter avslutad skolgång vid Malmö tekniska elementarskola 1911 studerade Beijer arkitektur vid Tekniska högskolan i Darmstadt 1911-1918. 
Han var anställd vid arkitektfirman Ewe & Melin i Malmö 1918-1920, hos arkitekt C B Comstock, New York 1920-1922, samt hos länsarkitekt Nils Blanck i Malmö 1922-1923 och har därefter drivit egen arkitektverksamhet. Han var lärare i byggnadslära och byggnadsritning vid Hvilans lantmanna- och folkhögskolor, Åkarp, Skåne 1925-1935 och lärare i byggnadslära, byggnadsritning och projektionslära med ritning vid Tekniska läroverket i Malmö 1931-1935 samt ämneslärare i husbyggnadslära och ritning vid Alnarps lantbruks-, mejeri- och trädgårdsskola, Skåne från 1935. Bland hans arbeten märks kontorsbyggnader för Skånska cement AB i Limhamn, kontor för Iföverken i Bromölla och byggnader för Hvilans folkhögskola i Åkarp, Skåne samt Skurups folkhögskola i Skåne. Han specialiserade sig på att rita lantbruksbyggnader och egna hemsbostäder. Tillsammans med Fritjof Hazelius redigerade han bokverket Skånska gårdar och hus.